# Aziatische grote zee-eend
De Aziatische grote zee-eend (Melanitta stejnegeri) is een vogel uit de familie der eendvogels (Anatidae). 

## Taxonomie
De Aziatische grote zee-eend werd beschreven door de Amerikaanse ornitholoog Robert Ridgway in 1887 en noemde de vogel Oidemia stejnegeri. De soort is vernoemd naar de in Noorwegen geboren Amerikaanse ornitholoog Leonhard Hess Stejneger. De soort  werd eerder beschouwd als ondersoort van de Amerikaanse grote zee-eend (Melanitta deglandi).

## Leefwijze
Deze vogel voedt zich met schaaldieren, weekdieren en insecten.

## Verspreiding
Deze soort broedt in  Midden- en Oost-Siberië langs rivieren en in kleine meertjes in naaldwouden. Ze overwinteren merendeels in ondiepe baaien van aan de oostkust van Azië.

## Status
De grootte van de populatie is in 2006 geschat op 400-700 duizend vogels. Op de Rode lijst van de IUCN heeft deze soort de status niet bedreigd.